# VxWorks
VxWorks är ett realtidsoperativsystem för inbyggda system från det amerikanska företaget Wind River.
Ett VxWorks-liknande operativsystem kallat Real VMX finns tillgängligt som fri programvara eller öppen källkod.